# سازمان ملی هوش مصنوعی ایران
سازمان ملی هوش مصنوعی جمهوری اسلامی ایران به عنوان یک «سازمان مستقل» زیر نظر رئیس‌جمهور تأسیس شده و اساسنامه این سازمان بعد از تدوین، به تصویب شورای عالی انقلاب فرهنگی خواهد رسید.
طبق این سند ملی، جمهوری اسلامی ایران در افقی ۱۰ ساله در جمع ۱۰ کشور پیشروی جهان در این حوزه قرار می‌گیرد.

## تاریخچه
در تاریخ ۱۲ آذر ۱۴۰۲، سید ابراهیم رئیسی، رئیس‌جمهور وقت ایران در حکمی روح‌الله دهقانی فیروزآبادی معاون علمی، فناوری و اقتصاد دانش‌بنیان ریاست‌جمهوری را مأمور تشکیل «شورای ملی راهبری و مرکز ملی هوش مصنوعی» کرد.
۵ اسفند ۱۴۰۲، سید ابراهیم رئیسی، در حکمی محمدسعید سرافراز را به عنوان دبیر شورا و رئیس مرکز ملی هوش مصنوعی ایران منصوب می‌نماید.
۳۰ خرداد ۱۴۰۳ کلیات سند ملی هوش مصنوعی و تأسیس سازمان ملی و تشکیل شورای راهبری هوش مصنوعی توسط اعضای شورای عالی انقلاب فرهنگی به تصویب رسید و مقرر شد تا افق ۱۴۱۲ کشور ایران با برخورداری از زیست‌بوم هوش مصنوعی پیشرفته و نوآور مبتنی بر اصول و ارزش‌ها، اتکا بر قابلیت‌ها و توانمندی‌های ملی و تعاملات بین‌المللی، در بین کشورهای پیشرو در فناوری‌های هوش مصنوعی دنیا قرار گیرد.
در ۱۲ تیر ۱۴۰۳، محمد مخبر سرپرست ریاست‌جمهوری و رئیس شورای عالی انقلاب فرهنگی، ماده واحده «تشکیل شورای ملی راهبری و تأسیس سازمان ملی هوش مصنوعی» مصوب جلسه ۹۰۱ مورخ ۲۹ خرداد ۱۴۰۳ این شورا را برای اجرا ابلاغ کرد.
۱۹ تیر ۱۴۰۳ نیز سازمان ملی هوش مصنوعی با حضور محمد مخبر، سرپرست ریاست‌جمهوری و روح‌الله دهقانی فیروزآبادی معاون علمی رئیس‌جمهور افتتاح و نخستین جلسه شورای ملی راهبری هوش مصنوعی با حضور او برگزار شد.
سازمان ملی هوش مصنوعی در ۱۹ تیر ۱۴۰۳ و به‌دنبال تصویب «سند ملی هوش مصنوعی» رسماً افتتاح شد و مأموریت یافت سیاست‌گذاری، تنظیم‌گری و هم‌افزایی میان دولت، دانشگاه و بخش خصوصی را هدایت کند. در فروردین ۱۴۰۴ رئیس صندوق توسعه ملی اعلام کرد که مجموع تسهیلات اعطایی به پروژه‌های منتخب هوش مصنوعی از مرز ۵ هزار میلیارد تومان گذشته و بخش خصوصی نیز می‌تواند از منابع ارزی این صندوق بهره‌مند شود. دستاورد شاخص دیگر، رونمایی نسخهٔ اولیه «سکوی ملی هوش مصنوعی» در ۲۸ اردیبهشت ۱۴۰۴ بود که با همکاری دانشگاه صنعتی شریف دسترسی پژوهشگران به ابررایانهٔ «سیمرغ» و مخزن کلان‌داده‌های فارسی را فراهم می‌کند. با این حال، هیئت دولت در ۲۴ اردیبهشت ۱۴۰۴ تصویب کرد که تشکیل سازمان مستقل «فعلاً» متوقف و امور هوش مصنوعی به ستادی ذیل ریاست‌جمهوری واگذار شود؛ تصمیمی که آینده ساختار حقوقی این نهاد را در هاله‌ای از ابهام قرار داد.